# Несвіч (річка)
Не́свіч (біл. Несьвіч) — річка в Білорусі та Україні, права притока Брагінки (басейн Прип'ять → Дніпро). Протікає Гомельською областю Білорусі та Київською — України. Розділяє кордони країн. Довжина річки — 37 км, площа басейну — 489 км². Середньорічний стік води — 1,6 м³/с. Чорнобильська аварія практично знищила Прип'ять та весь її басейн (до якого входить і Несвіч) у 122 тисячі км², який нині придатний лише для заповідної зони.